# Henry Rathbone
Pour les articles homonymes, voir Rathbone.
Henry Reed Rathbone (1er juillet 1837 à Albany (New York) – 14 août 1911 ) est un officier de l'armée de l'Union et un diplomate qui était présent lors de l'assassinat du président Abraham Lincoln. Rathbone et sa fiancée, Clara Harris, étaient assis aux côtés du président et de son épouse Mary lorsque John Wilkes Booth entra dans la loge présidentielle du théâtre Ford et tira sur Lincoln, le 14 avril 1865. Rathbone tenta de se saisir du meurtrier mais celui-ci le poignarda et parvint à s'échapper. Rathbone se remit de ses blessures et épousa Clara Harris le 11 juillet 1867. Le couple eut trois enfants. En 1882, il fut nommé consul des États-Unis à Hanovre en Allemagne. Frappé d'une crise de démence, il assassina son épouse, tenta d'assassiner ses enfants et de mettre fin à ses jours le 23 décembre 1883. Il mourut dans un asile d'aliénés à Hildesheim en Allemagne.
En 1994, Thomas Mallon (en) publia un roman sur l'histoire d'Henry et Clara Rathbone, intitulé Henry and Clara
.